# 长沙贡马乡
长沙贡马乡，是中华人民共和国四川省甘孜藏族自治州石渠县下辖的一个乡镇级行政单位。

## 行政区划
长沙贡马乡下辖以下地区：
查拉村、查堆村、约瓦村、口司村、色更村、查格村、查麦村、岗青村和绕瓦村。